# Побединское городское поселение
Побединское городско́е поселе́ние — муниципальное образование в Скопинском районе Рязанской области Российской Федерации.
Административный центр — рабочий посёлок Побединка.

## История
Побединское городское поселение образовано в 2006 г.

## Население
| 2010  | 2012  | 2013  | 2014  | 2015  | 2016  | 2017  |
| ----- | ----- | ----- | ----- | ----- | ----- | ----- |
| 4451  | ↗4550 | ↗4552 | ↘4517 | ↗4534 | ↘4510 | ↘4477 |
| 2018  | 2019  | 2020  | 2021  | 2023  |       |       |
| ↘4405 | ↘4266 | ↘4211 | ↗5175 | ↘5149 |       |       |

## Состав городского поселения
| № | Населённый пункт | Тип населённого пункта                  | Население |
| - | ---------------- | --------------------------------------- | --------- |
| 1 | Большак          | посёлок                                 | ↗136      |
| 2 | Кочугурки        | деревня                                 | →0        |
| 3 | Отрада           | посёлок                                 | ↗47       |
| 4 | Побединка        | рабочий посёлок, административный центр | ↘1536     |
| 5 | Победное         | село                                    | ↗204      |
| 6 | Подмакарьево     | деревня                                 | →0        |
| 7 | Поплевинский     | посёлок                                 | ↗587      |
| 8 | Секирино         | село                                    | ↗1023     |
| 9 | Чулково          | село                                    | ↗1616     |